# Sielnica
Sielnica és un poble i municipi d'Eslovàquia que es troba a la regió de Banská Bystrica.

## Història
La primera menció escrita de la vila es remunta al 1250.

## Demografia
| Godina             | 1994 | 2004   | 2014    | 2024   |
| ------------------ | ---- | ------ | ------- | ------ |
| Nombre de persones | 1112 | 1197   | 1392    | 1419   |
| Diferència         |      | +7,64% | +16,29% | +1,93% |

| Godina             | 2023 | 2024   |
| ------------------ | ---- | ------ |
| Nombre de persones | 1415 | 1419   |
| Diferència         |      | +0,28% |